# Backstreet Boys
De Backstreet Boys is een Amerikaanse boyband uit Orlando, Florida, die is opgericht in 1993 en bestaat uit Nick Carter, Brian Littrell, AJ McLean, Howie Dorough en Kevin Richardson (hij verliet de groep in 2006, maar keerde in 2012 terug).
De band heeft wereldwijd meer dan 100 miljoen platen verkocht, waardoor ze de bestverkochte boyband aller tijden zijn, en een van 's werelds best verkopende muziekartiesten. Ze zijn de eerste groep sinds Led Zeppelin die met hun eerste tien albums de top 10 van de Billboard 200 bereikten, en de enige boyband die dat heeft gedaan. De albums Backstreet Boys en Millennium werden beide als diamant gecertificeerd door de Recording Industry Association of America (RIAA), waardoor ze een van de weinige bands zijn die meerdere diamanten albums hebben. In april 2013 kreeg de groep een plek op de Hollywood Walk of Fame.

## Discografie

### Albums
| Album met eventuele hitnotering(en) in de Nederlandse Album Top 100 | Datum van verschijnen | Datum van binnenkomst | Hoogste positie | Aantal weken | Opmerkingen |
| ------------------------------------------------------------------- | --------------------- | --------------------- | --------------- | ------------ | ----------- |
| Backstreet Boys                                                     | 06-05-1996            | 18-05-1996            | 7               | 90           | 2x Platina  |
| Backstreet's Back                                                   | 11-08-1997            | 23-08-1997            | 1(3wk)          | 48           | 2x Platina  |
| Millennium                                                          | 18-05-1999            | 29-05-1999            | 1(2wk)          | 45           | 2x Platina  |
| Black & Blue                                                        | 18-11-2000            | 25-11-2000            | 2               | 21           | Platina     |
| Greatest Hits: Chapter One                                          | 29-10-2001            | 10-11-2001            | 9               | 12           |             |
| Never Gone                                                          | 13-06-2005            | 18-06-2005            | 3               | 16           |             |
| Unbreakable                                                         | 26-10-2007            | 03-11-2007            | 10              | 6            |             |
| This Is Us                                                          | 02-10-2009            | 10-10-2009            | 5               | 7            |             |
| In a World Like This                                                | 02-08-2013            | 10-08-2013            | 1(1wk)          | 15           |             |
| DNA                                                                 | 25-01-2019            | 02-02-2019            | 4               | 4            | [ 5 ]       |
| A very Backstreet Christmas                                         | 14-10-2022            | 22-10-2022            | 6               | 2            |             |

| Album met hitnotering(en) in de Vlaamse Ultratop 200 albums | Datum van verschijnen | Datum van binnenkomst | Hoogste positie | Aantal weken | Opmerkingen |
| ----------------------------------------------------------- | --------------------- | --------------------- | --------------- | ------------ | ----------- |
| Backstreet Boys                                             | 06-05-1996            | 18-05-1996            | 6               | 61           | Platina     |
| Backstreet's Back                                           | 10-10-1997            | 17-08-1997            | 1(2wk)          | 43           | Platina     |
| Millennium                                                  | 18-05-1999            | 22-05-1999            | 1(3wk)          | 31           | 2x Platina  |
| Black & Blue                                                | 18-11-2000            | 02-12-2000            | 11              | 14           | Goud        |
| Greatest Hits - Chapter One                                 | 29-10-2001            | 10-11-2001            | 11              | 9            | Goud        |
| Never Gone                                                  | 13-06-2005            | 18-06-2005            | 13              | 14           |             |
| Unbreakable                                                 | 26-10-2007            | 10-11-2007            | 47              | 3            |             |
| This Is Us                                                  | 02-10-2009            | 10-10-2009            | 27              | 6            |             |
| In a World like This                                        | 02-08-2013            | 10-08-2013            | 17              | 21           |             |
| DNA                                                         | 25-01-2019            | 02-02-2019            | 3               | 13           |             |
| A very Backstreet Christmas                                 | 14-10-2022            | 22-10-2022            | 14              | 10           |             |

### Singles
| Single met eventuele hitnotering(en) in de Nederlandse Top 40 | Datum van verschijnen | Datum van binnenkomst | Hoogste positie | Aantal weken | Opmerkingen                                      |
| ------------------------------------------------------------- | --------------------- | --------------------- | --------------- | ------------ | ------------------------------------------------ |
| We've Got It Goin' On                                         | 05-09-1995            | 06-01-1996            | 5               | 12           | Nr. 5 in de Mega Top 50 / Alarmschijf            |
| I'll Never Break Your Heart                                   | 13-12-1995            | 09-03-1996            | 3               | 11           | Nr. 3 in de Mega Top 50 / Alarmschijf            |
| Get Down (You're the One for Me)                              | 30-04-1996            | 08-06-1996            | 3               | 10           | Nr. 3 in de Mega Top 50 / Alarmschijf            |
| Quit Playing Games (with My Heart)                            | 14-10-1996            | 02-11-1996            | 5               | 13           | Nr. 7 in de Mega Top 50                          |
| Anywhere for You                                              | 24-02-1997            | 22-02-1997            | 5               | 9            | Nr. 7 in de Mega Top 100 / Alarmschijf           |
| Everybody (Backstreet's Back)                                 | 30-06-1997            | 26-07-1997            | 4               | 12           | Nr. 5 in de Mega Top 100 / Alarmschijf           |
| As Long as You Love Me                                        | 29-09-1997            | 11-10-1997            | 4               | 15           | Goud / Nr. 5 in de Mega Top 100 / Alarmschijf    |
| All I Have to Give                                            | 13-01-1998            | 14-02-1998            | 5               | 8            | Nr. 7 in de Mega Top 100 / Alarmschijf           |
| I Want It That Way                                            | 12-04-1999            | 08-05-1999            | 1(4wk)          | 15           | Goud / Nr. 1 in de Mega Top 100                  |
| Larger Than Life                                              | 03-09-1999            | 02-10-1999            | 5               | 8            | Nr. 6 in de Mega Top 100 / Alarmschijf           |
| Show Me the Meaning of Being Lonely                           | 24-01-2000            | 22-01-2000            | 2               | 9            | Goud / Nr. 2 in de Mega Top 100 / Alarmschijf    |
| The One                                                       | 16-05-2000            | 24-06-2000            | 17              | 6            | Nr. 21 in de Mega Top 100                        |
| Shape of My Heart                                             | 25-09-2000            | 04-11-2000            | 2               | 8            | Nr. 3 in de Mega Top 100 / Alarmschijf           |
| The Call                                                      | 06-02-2001            | 03-02-2001            | 9               | 6            | Nr. 9 in de Mega Top 100                         |
| More Than That                                                | 29-05-2001            | 16-06-2001            | 35              | 3            | Nr. 28 in de Mega Top 100                        |
| Drowning                                                      | 16-10-2001            | 27-10-2001            | 18              | 9            | Nr. 13 in de Mega Top 100                        |
| What's Going On                                               | 23-10-2001            | 17-11-2001            | 24              | 5            | als All Star Tribute / Nr. 26 in de Mega Top 100 |
| Incomplete                                                    | 01-04-2005            | 11-06-2005            | 8               | 8            | Nr. 4 in de Single Top 100                       |
| Just Want You to Know                                         | 04-10-2005            | 24-09-2005            | 35              | 2            | Nr. 27 in de Single Top 100                      |
| Crawling Back To You                                          | 10-11-2005            | -                     | -               | -            |                                                  |
| I Still                                                       | 27-12-2005            | 12-11-2005            | tip8            | -            | Nr. 78 in de Single Top 100                      |
| Inconsolable                                                  | 27-08-2007            | 15-09-2007            | tip5            | -            | Nr. 38 in de Single Top 100                      |
| Helpless When She Smiles                                      | 10-12-2007            | 15-12-2007            | tip7            | -            | Nr. 83 in de Single Top 100                      |
| Straight Throught My Heart                                    | 27-08-2009            | -                     | -               | -            |                                                  |
| Bigger                                                        | 29-11-2009            | -                     | -               | -            |                                                  |
| In The World Like This                                        | 25-06-2013            | -                     | -               | -            |                                                  |
| Show 'Em (What You're Made Of)                                | 18-11-2013            | 09-11-2013            | tip17           | -            |                                                  |
| Don't Go Breaking My Heart                                    | 17-05-2018            | 02-06-2018            | tip14           | -            |                                                  |
| Changes                                                       | 09-11-2018            | -                     | -               | -            |                                                  |
| No Place                                                      | 04-01-2019            | -                     | -               | -            |                                                  |

| Single met hitnotering(en) in de Vlaamse Ultratop 50 | Datum van verschijnen | Datum van binnenkomst | Hoogste positie | Aantal weken | Opmerkingen    |
| ---------------------------------------------------- | --------------------- | --------------------- | --------------- | ------------ | -------------- |
| We've Got It Goin' On                                | 11-09-1995            | 25-11-1995            | 6               | 21           | Goud           |
| I'll Never Break Your Heart                          | 13-12-1995            | 23-03-1996            | 4               | 14           |                |
| Get Down (You're the One for Me)                     | 10-06-1996            | 15-06-1996            | 5               | 16           |                |
| Quit Playing Games (With My Heart)                   | 14-10-1996            | 16-11-1996            | 8               | 16           |                |
| Anywhere for You                                     | 17-02-1997            | 01-03-1997            | 20              | 13           |                |
| Everybody (Backstreet's Back)                        | 14-07-1997            | 02-08-1997            | 5               | 16           | Goud           |
| As Long as You Love Me                               | 30-09-1997            | 11-10-1997            | 4               | 17           | Goud           |
| All I Have to Give                                   | 13-01-1998            | 14-02-1998            | 14              | 12           |                |
| I Want It That Way                                   | 03-05-1999            | 08-05-1999            | 4               | 16           | Platina        |
| Larger Than Life                                     | 03-09-1999            | 02-10-1999            | 12              | 11           |                |
| Show Me the Meaning of Being Lonely                  | 24-01-2000            | 29-01-2000            | 4               | 11           |                |
| The One                                              | 16-05-2000            | 01-07-2000            | 35              | 6            |                |
| Shape of My Heart                                    | 24-10-2000            | 11-11-2000            | 11              | 11           |                |
| The Call                                             | 06-02-2001            | 03-02-2001            | 30              | 7            |                |
| More Than That                                       | 01-05-2001            | 04-08-2001            | 44              | 2            |                |
| Drowning                                             | 16-10-2001            | 27-10-2001            | 20              | 12           |                |
| Incomplete                                           | 30-05-2005            | 04-06-2005            | 14              | 11           |                |
| Just Want You to Know                                | 12-09-2005            | 24-09-2005            | tip3            | -            |                |
| I Still                                              | 02-12-2005            | 14-01-2006            | tip16           | -            |                |
| Inconsolable                                         | 05-10-2007            | 13-10-2007            | tip6            | -            |                |
| Straight Through My Heart                            | 18-09-2009            | 19-09-2009            | tip18           | -            |                |
| In a World Like This                                 | 02-08-2013            | 06-07-2013            | tip20           | -            |                |
| Don't Go Breaking My Heart                           | 18-05-2018            | 26-05-2018            | tip             | -            |                |
| Chances                                              | 09-11-2018            | 19-01-2019            | tip             | -            |                |
| Let It Be Me                                         | 2019                  | 05-10-2019            | tip36           | -            | met Steve Aoki |

### NPO Radio 2 Top 2000
Elk jaar is de Backstreet Boys te vinden in de Nederlandse Top 2000 met in 2015 het voorlopige hoogtepunt van drie noteringen en de hoogste posities.
| Nummers met noteringen in de NPO Radio 2 Top 2000 | '99 | '00 | '01  | '02  | '03  | '04  | '05  | '06  | '07  | '08  | '09  | '10  | '11  | '12  | '13  | '14  | '15  | '16  | '17  | '18  | '19  | '20  | '21  | '22  | '23  | '24  |
| ------------------------------------------------- | --- | --- | ---- | ---- | ---- | ---- | ---- | ---- | ---- | ---- | ---- | ---- | ---- | ---- | ---- | ---- | ---- | ---- | ---- | ---- | ---- | ---- | ---- | ---- | ---- | ---- |
| As Long as You Love Me                            | 404 | -   | 1213 | 1333 | 1542 | 1129 | 1039 | 1616 | 1307 | 1340 | 1425 | 1126 | 1881 | -    | 1885 | 1996 | 1729 | 1836 | -    | -    | -    | -    | -    | -    | -    | -    |
| Everybody (Backstreet's Back)                     | -   | -   | -    | -    | -    | -    | -    | -    | -    | -    | 1762 | -    | -    | -    | 1768 | 1671 | 1379 | 1541 | 1433 | 1549 | 1730 | 1736 | 1862 | 1508 | 1682 | 1701 |
| I Want It That Way                                | -   | -   | -    | -    | -    | -    | -    | -    | -    | -    | 1569 | 1977 | 1543 | 1645 | 1074 | 1234 | 842  | 1094 | 1074 | 901  | 1014 | 985  | 907  | 910  | 1057 | 1050 |
| Quit Playing Games                                | 517 | 454 | 1242 | -    | 1655 | 1414 | 1227 | 1826 | 1785 | 1609 | -    | -    | -    | -    | -    | -    | -    | -    | -    | -    | -    | -    | -    | -    | -    | -    |

1. ↑  Een '-' betekent dat het nummer niet was genoteerd en een vetgedrukt getal geeft de hoogste notering van een nummer aan.